# هند علام
هند علاّم، واسمها الحقيقي زوزو عبد العال (23 سبتمبر 1916 - 21 أبريل 1997)، مغنية مصرية. وهي أخت محمد فوزي، وهدى سلطان.
تعاملت مع عدد من الملحنين مثل محمود الشريف، وفريد غصن، وأخيها محمد فوزي، وعبد العظيم عبد الحق، وسيد مكاوي، وأحمد صدقي، ومحمود كامل. مثلت عدداً قليلاً من الأفلام.

## أفلامها
1. اديني عقلك 1952.
2. ليالي الحب 1955 في دور جلنار وغنت فيه ساعة الحظ.
3. أنا وقلبي 1957.
4. إضراب الشحاتين 1967.

## روابط خارجية
- هند علام على موقع الدهليز
- هند علام على موقع قاعدة بيانات الأفلام العربية